# 嘉穗信號場
嘉穗信號場（日语：／ Kaho Shingō-jō */?）是位於福岡縣嘉穗郡嘉穗町（現時：嘉麻市）大字牛隈，九州旅客鐵道（JR九州）的號誌站（廢站）。
原本此處是上山田線和漆生線的分岔點。在1986年（昭和61年）4月漆生線廢線後，失去了分岔號誌站的功能，變為閉塞邊界型單線號誌站（交換路籤（牌）的情況在上山田線廢除仍然存在）。後來號誌站在JR九州繼承後仍然運作，隨後在1988年（昭和63年）9月1日，上山田線廢除時同時廢除此號誌站。另外，此號誌站是國鐵/JR中，唯一一座號誌站的所有所屬路線都是特定地方交通線路線。

## 歷史
- 1966年（昭和41年）2月28日：日本國有鐵道漆生線漆生站至下山田站之間開通，此號誌站啟用[1]（同日，上山田線下山田站至豐前川崎站之間同日啟用）。
- 1986年（昭和61年）4月1日：隨著漆生線全線廢除，此號誌站變為閉塞邊界型單線號誌站。
- 1987年（昭和62年）4月1日：因國鐵分割民營化，此號誌站成為九州旅客鐵道的號誌站。
- 1988年（昭和63年）9月1日：隨著上山田線全線許廢除，此號誌站也被廢除。

## 構造
為了縮短筑豐煤田與苅田港之間的距離，因此有一個計劃建設油須原線。當中首先把漆生線延伸至上山田線，並於兩線連接處設置號誌站，兩線匯合後於重疊一段區間至下山田站。此號誌站距離上山田線大隈站1.1公里，下山田站距離1.7公里，漆生線才田站距離1.1公里。

## 周邊
- 福岡縣立嘉穗工業高等學校（日语：福岡県立嘉穂工業高等学校） - 在學校重組下，於2007年（平成19年）3月31日關校。
- 福岡縣道443號下山田碓井線

## 現狀
在廢除後20年，於2008年（平成20年）才開始把鐵路設施撤走，遺址變成道路。

## 相鄰車站
九州旅客鐵道（JR九州）
上山田線
大隈－嘉穗信號場－下山田
日本國有鐵道（國鐵）
漆生線
才田－嘉穗信號場－下山田

## 注腳
1. 1 2 3  石野哲 (编).  初版. JTB. 1998-10-01: 802. ISBN 978-4-533-02980-6 （日语）.

## 相關項目
- 日本號誌站列表（日语：日本の信号場一覧）